# Sentō-Palast

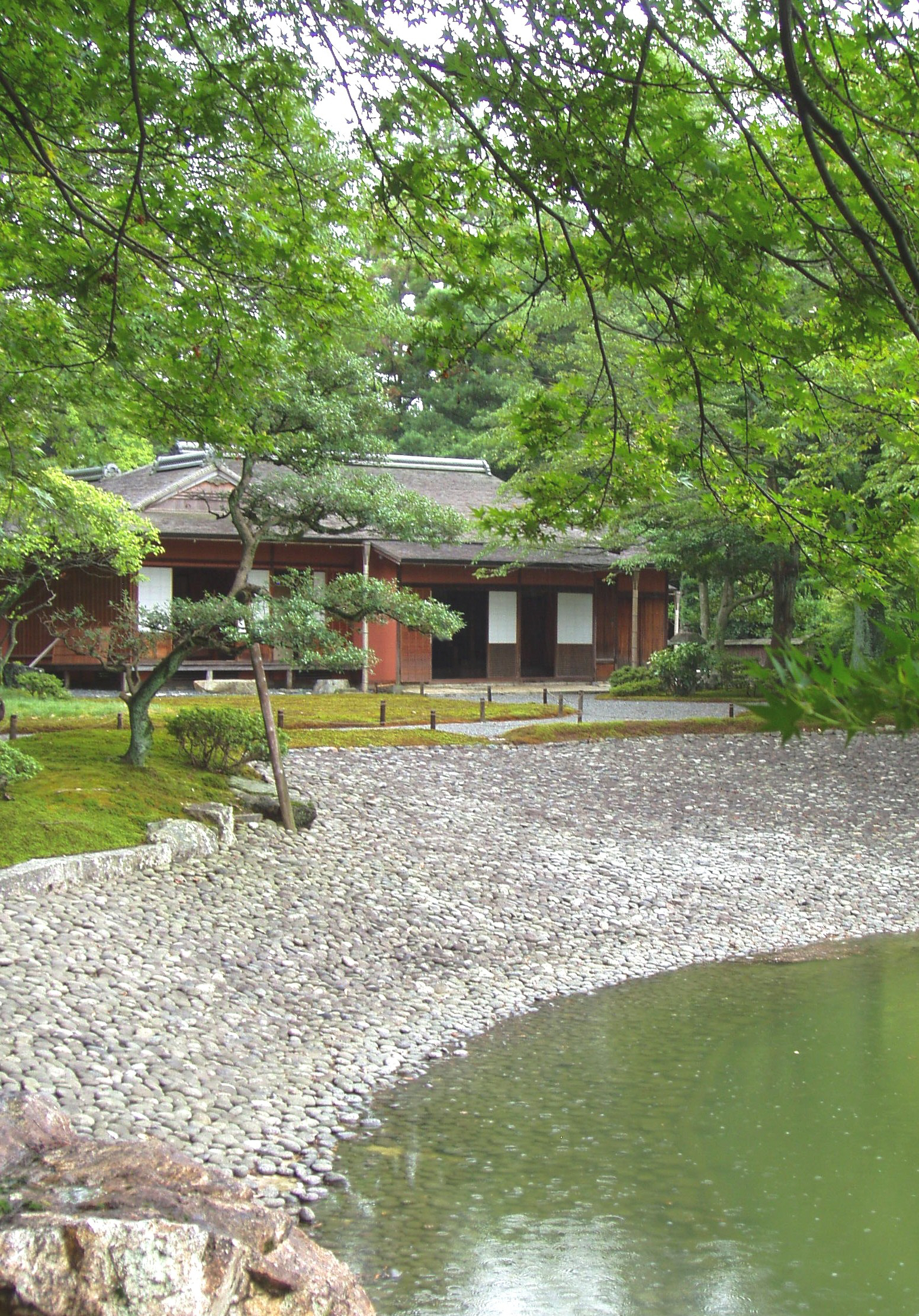
Seika-tei mit Suhama Teichrand

Der Sentō-Palast (japanisch 仙洞御所, Sentō Gosho) ist eine Palast- und Gartenanlage innerhalb des Kaiserlichen Parks in Kyōto (京都御苑, Kyōto Gyoen). Der Garten ist, wie die Gärten der beiden kaiserlichen Villen Katsura und Shugakuin, auf Antrag beim Kaiserlichen Hofamt, Büro Kyōto, zugänglich.

## Geschichte
Der ursprünglich Sentō Gosho wurde für den zurückgetretenen Kaiser Go-Mizunoo 1630 fertiggestellt. Zur gleichen Zeit wurde unmittelbar nördlich davon für die Frau des Kaisers der „Tōfukumon-in“ (東福門院) vollendet. Auch die nachfolgenden Kaiser Reigen, Nakamikado, Go-Sakuramachi und Kōkaku nutzten diese Anlagen. Als aber im Großbrand von 1854 nicht nur Kyōto verwüstet wurde, sondern auch der Palastbezirk abbrannte, und da es auch gerade keine zurückgezogene Kaiserin gab, wurde das Gelände nicht mehr genutzt.
1867 wurde für die amtierende Kaiserin Eishō, Frau des Kaisers Kōmei, am Ort des alten Palastes der zurückgetretenen Kaiserinnen das „Ōmiya Gosho“ (大宮御所) neu gebaut. Dann aber zog die Kaiserin nach Tōkyō, es blieb nur das Hauptgebäude, das „Otsune Goten“, (御常御殿) stehen.
Der Garten wurde 1630 vom Gartengestalter und Teemeister Kobori Enshū, Kommissar für Bauangelegenheiten des Shogunats (作奉行, sakubugyō), angelegt. Später wurde der große Teich in einen Nordteich und einen Südteich unterteilt und der Garten insgesamt dem Geschmack der Zeit angepasst. Dennoch ist der ursprüngliche Charakter eines japanischen Wandelgartens erhalten geblieben und bildet eine grüne Oase mitten in der Stadt.

## Rundgang
Der im Nordwesten befindliche Ōmiya Gosho wurde bis 1872 von der Kaiserin Eishō als Wohnsitz genutzt. Jetzt wird der Palast für Gäste der Kaiserin oder hohe ausländische Gäste genutzt. Im anschließenden Gelände im Süden fehlt der ehemalige Sentō Gosho, erhalten ist der von beiden Palästen genutzte Garten, die Grünanlagen und Wäldchen, die das zentrale Gewässer umgeben.
- Nach Betreten der Anlage durch das Außentor sieht man auf die Querseite des Ōmiya-Palastes mit seinen gestaffelten Dächern, die den Eingangsbereich (車寄せ, kuruma-yose) überragen.
- Nordteich und seine Umgebung
  - Yūshin-tei (又新亭): Dieses Teehaus wurde 1884 hierher gebracht und ersetzte ein vorher abgebranntes Teehaus.
  - Akosegafuchi (阿古瀬淵): Diese kleine Bucht hat ihren Namen von Akokuso, der später als Ki no Tsurayuki bekannt wurde. Sechs Steinplatten bilden eine flache Brücke (六枚橋, rokumai-bashi), um sie zu überqueren.
  - Momoijibashi (紅葉橋): Diese einfache Brücke mit Erdbelag überquert den Durchstich, der den Nord- vom Südteich verbindet.
- Südteich und seine Umgebung
  - Yatsuhashi (八つ橋) ist eine Zickzack-Brücke,[2] die zu einer kleinen Insel im Südteich führt. Die derzeitige ist eine Ergänzung aus der Meiji-Zeit, ausgeführt in Stein, der durch Eisenriegel zusammengehalten wird. Die Brücke führt durch ein Eisenspalier, das mit Wisterien berankt ist.
  - Seika-tei (醒花亭): Der Begriff Seika, der um Blumen kreist, wurde einem Gedicht von Li Bai entnommen, das als Steinabreibung innen über der Tür angebracht ist. Das Teehaus ist nach dem Prinzip der „Drei Häuser“ (三店式, santenshiki) angelegt, also Sake-, Wirts- und Teehaus.
  - Suhama (洲浜) ist ein flaches Ufer aus festen, faustgroßen Kieseln am Westrand des Südteiches.

## Galerie

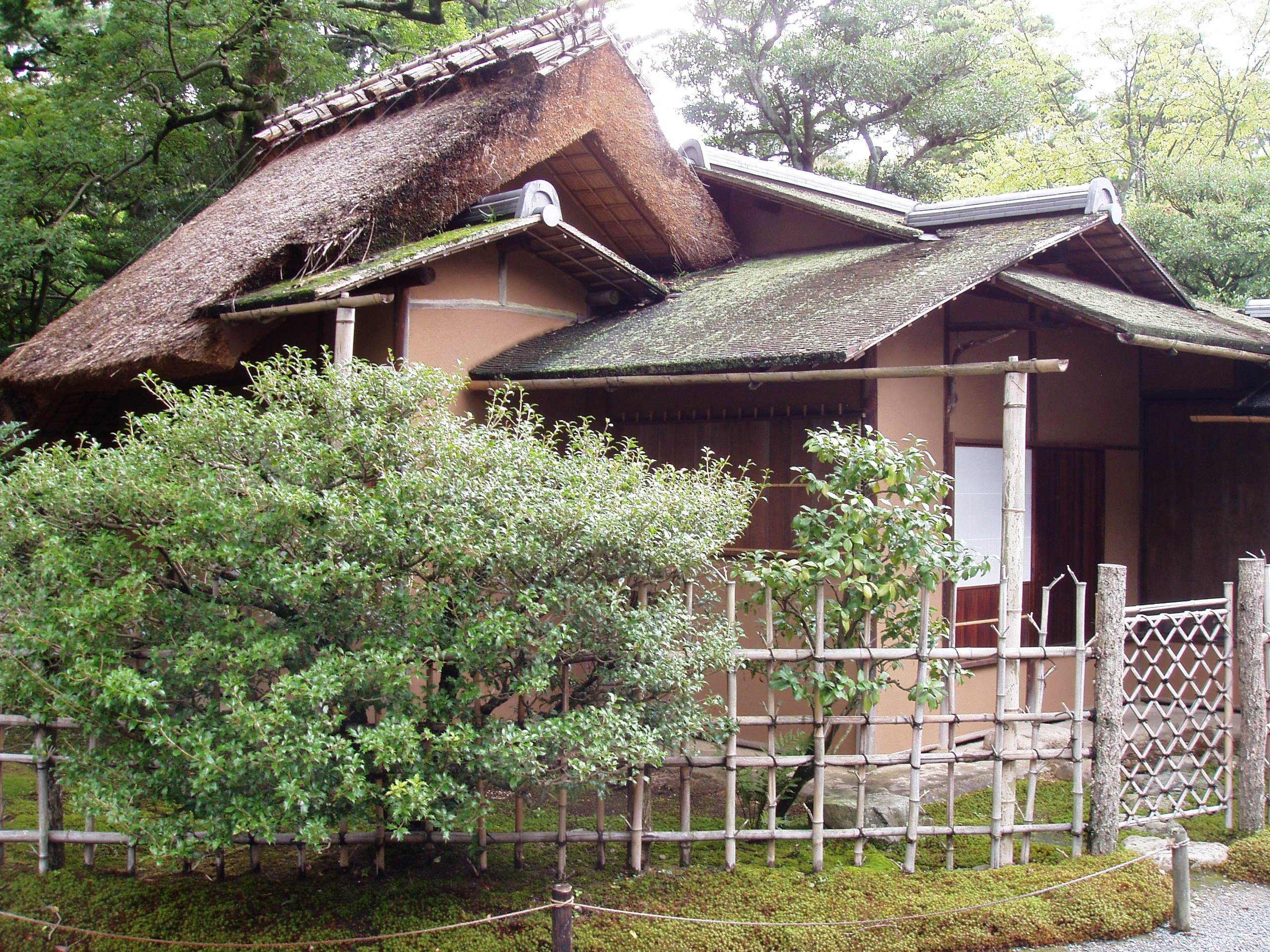
Yūshin-tei
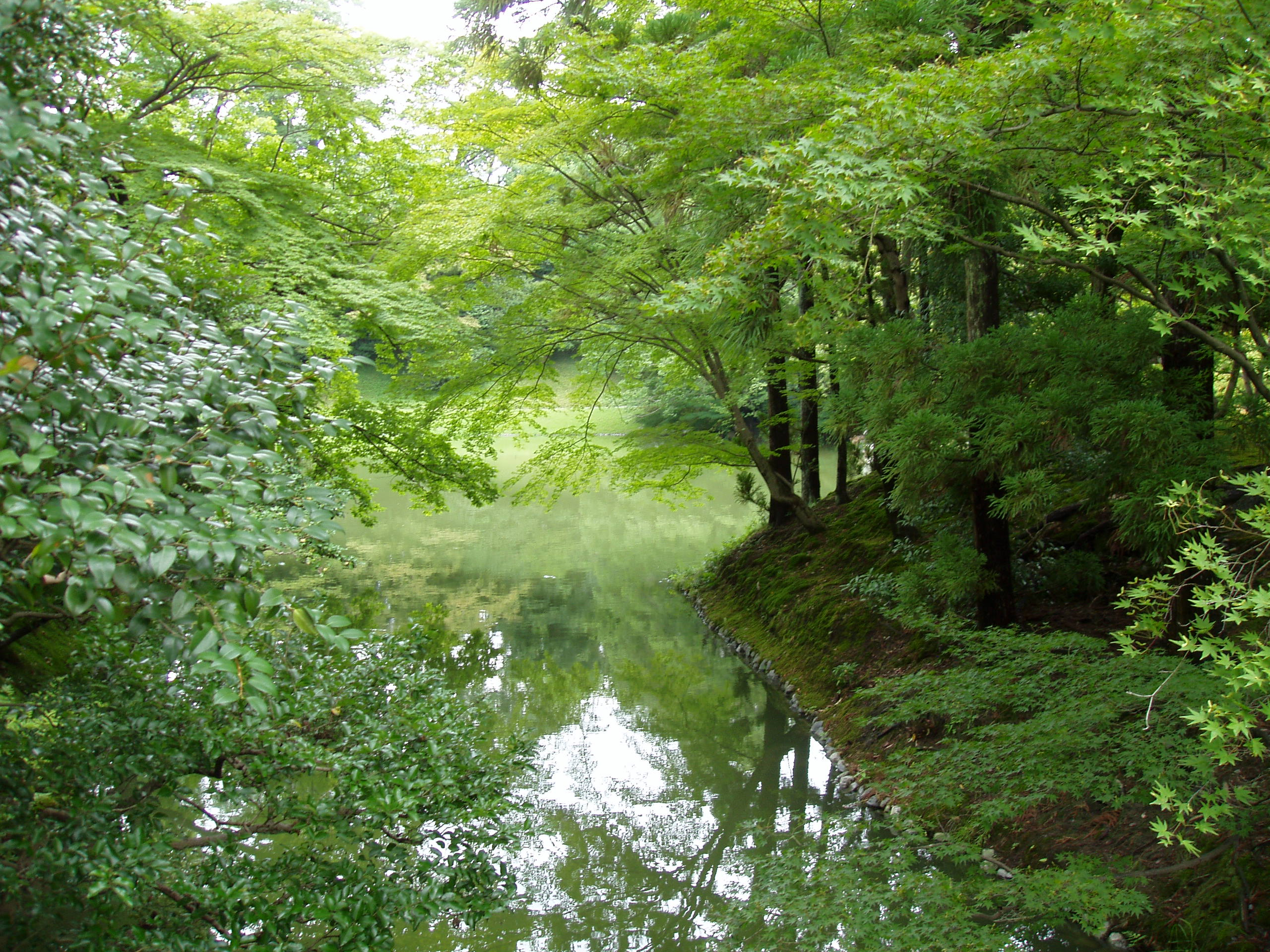
Blick zum Nordteich
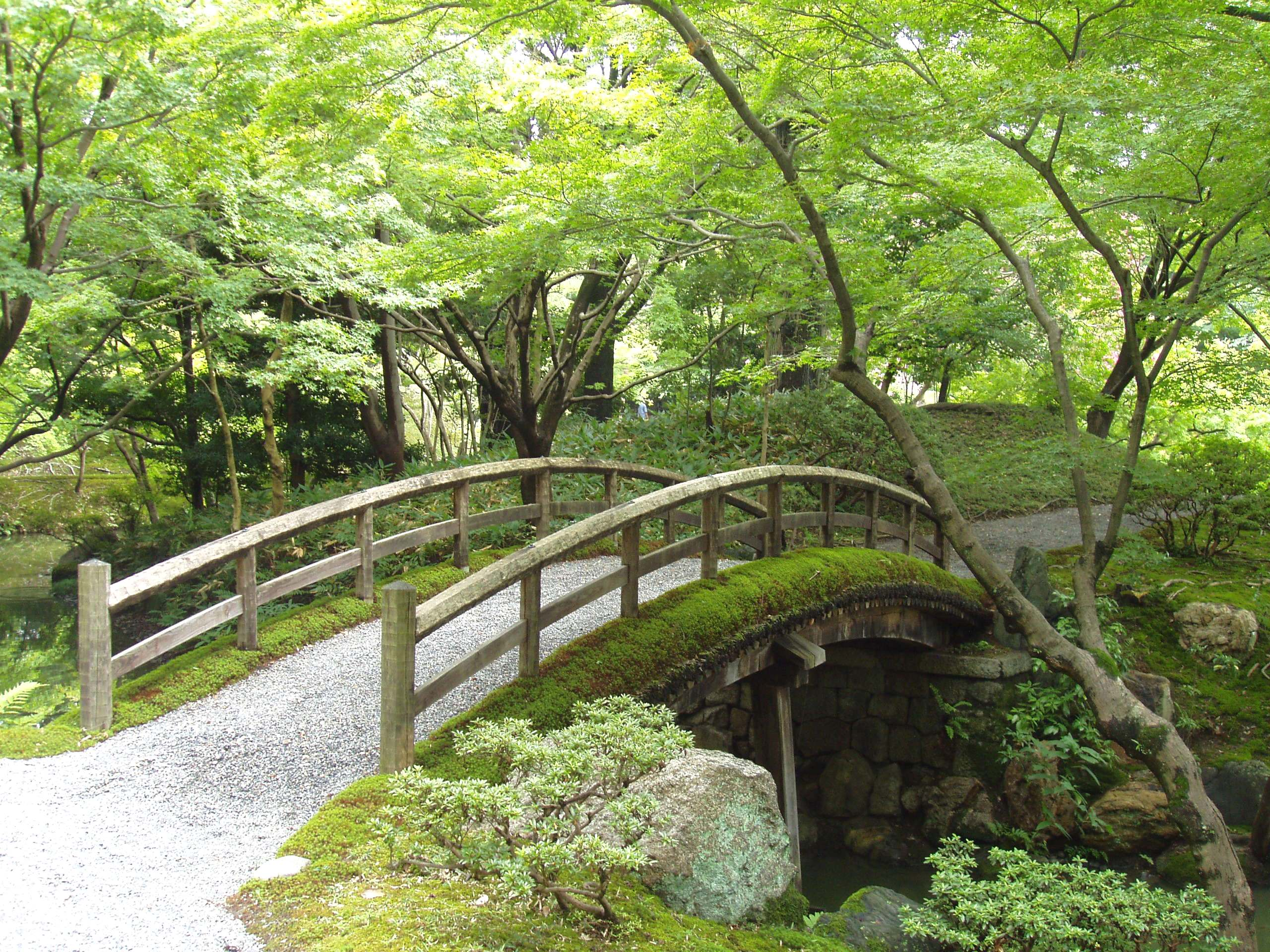
Momijibashi
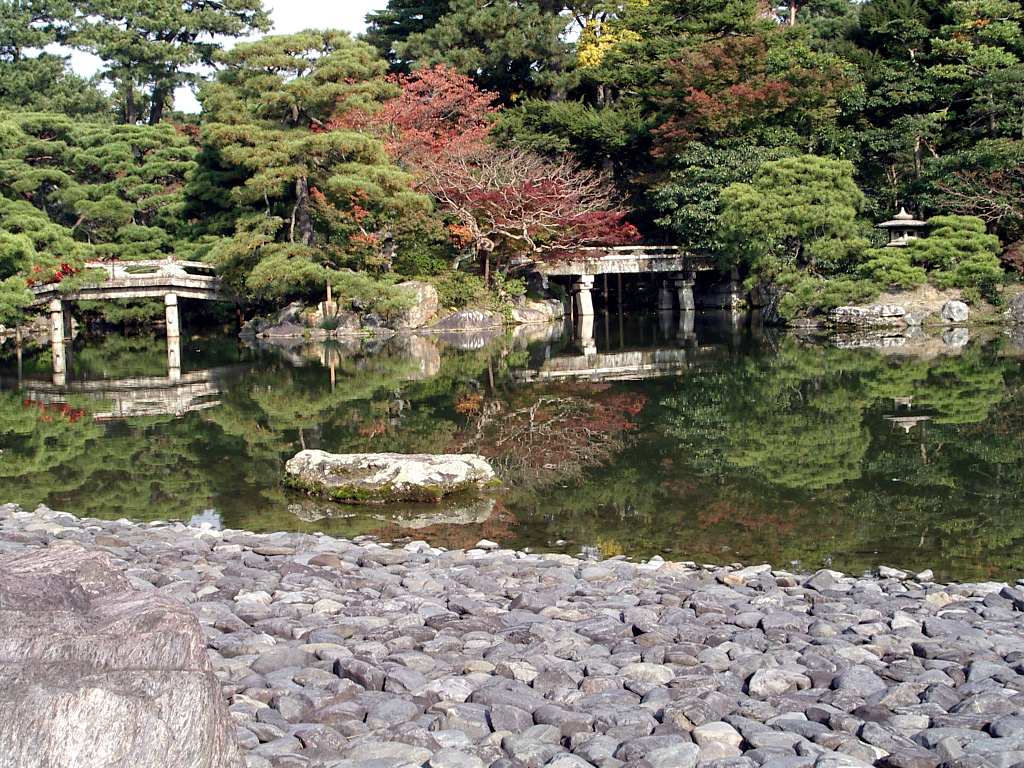
Blick auf die Zickzack-Brücke
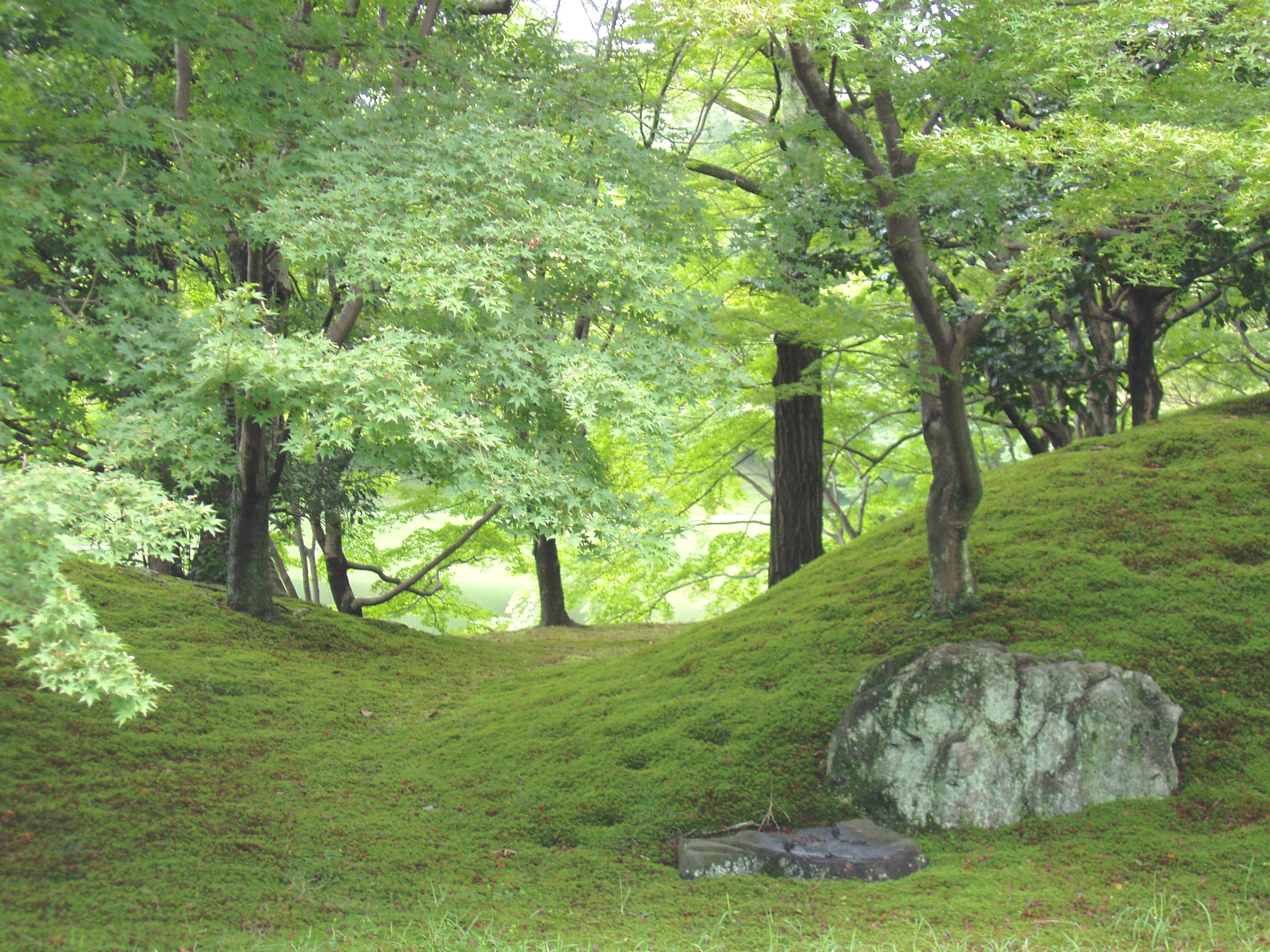
Hügel mit Ahorn